# Anthodioctes megachiloides
Anthodioctes megachiloides är en biart som beskrevs av Holmberg 1903. Anthodioctes megachiloides ingår i släktet Anthodioctes och familjen buksamlarbin. Inga underarter finns listade i Catalogue of Life.